# Arcangelo di Cola
Arcangelo di Cola da Camerino (Camerino...) est un peintre italien du gothique flamboyant de l'école de Camerino du Quattrocento documenté entre 1416 et 1429.

## Biographie

### Camerino
Arcangelo se forme à Camerino auprès d'Olivuccio di Ciccarello entre la fin du XIVe siècle et le début du XVe siècle. La première information documentée sur Arcangelo di Cola remonte à 1406, lorsque le peintre est cité dans le testament du père Cola di Vanni. 

### Città di Castello
En 1416, Arcangelo est à Città di Castello où il peint une fresque - perdue - représentant une Sainte Marie Madeleine et autres figures dans la salle du Conseil du Palazzo pubblico, pour lequel un paiement est enregistré le 19 octobre 1416.

### Florence
Le 29 juin 1420, Arcangelo di Cola est à Florence où il conclut un contrat dans lequel il prend en location la maison de Cipriano di Simone à partir du 31 octobre suivant. Les dernières études ont contribué à démêler en partie le mystère sur le début de ce séjour ; le peintre serait arrivé en ville entre 1419 et 1420, à la suite de Berando da Varano, lié aussi bien au pape Martin V, à Florence depuis 1419, qu’à Esaù Martellini, futur commis du peintre. Arcangelo a d’abord pris "en location une maison dans la rue Sant’Egidio, propriété des Guiducci di Spicchio", qui lui commanderont ensuite un ouvrage.
Le 27 septembre 1420, Arcangelo est immatriculé à l’Arte dei Medici e Speziali. L’année suivante, le peintre est également inscrit à la Compagnie de San Luca.
En ces années-là, Ilarione de' Bardi, banquier florentin en activité avec Cosme et Laurent de Giovanni de' Medici, ordonne à la Camerte un retable - également perdu - pour la chapelle de san Lorenzo et sant'Ilarione dans l’église de S. Lucia de' Magnoli (1421). Archange reçoit deux paiements pour le travail, l’un de 10 florins le 2 septembre 1421 et l’autre de 70 florins le 5 juin 1422. La prestigieuse commission rapporta à la Camerte un autre travail important : la table d’autel pour une chapelle de la collégiale d’Empoli, commandée par l’Hôpital de Santa Maria Nuova, qui devait absoudre les volontés testamentaires de Simone di Spicchio.
Au premier séjour florentin appartiennent certainement la précieuse anconetta (1420-22), aujourd’hui à la Galerie Nationale des Marches à Urbino, représentant au centre une Madone en trône avec l’Enfant et aux côtés, sur deux registres, l’épisode des Stigmates de Saint François d’Assise, les saints Antoine abbé et Barthélemy, la Crucifixion et un saint Christophe ; un diptyque, unique œuvre portant la signature d’Arcangelo di Cola, représentant la Vierge en trône avec l’Enfant et les anges d’un côté et la Crucifixion de l’autre, aujourd’hui dans la collection Frick à Pittsburgh et datant probablement du début des années 1420, en raison des fortes références à l’art d’un autre artiste de la région des Marches, Gentile da Fabriano.
Le 18 février 1422, Archange obtient un sauf-conduit du pape Martin V pour aller travailler à Rome.

### Rome
Après son séjour à Rome, dont ne subsiste aucune œuvre, Arcangelo retourne probablement à Florence. Appartiennent à cette période : la Madone en trône avec l’Enfant et les anges musiciens, aujourd’hui à la Yale University Art Gallery à New Haven, les tableaux représentant des Saints dans la Narodni Galerie de Prague, les cinq panneaux, pièces de prédelle, conservés dans la Galleria Estense de Modène et les deux panneaux, certainement des restes d’une même cuspide, aujourd’hui en collection privée à Dallas. Tous ces éléments faisaient initialement partie d’un même polyptyque.
Entre 1424 et 1425, Archange réalise pour Esaü Martellini la Madone en trône avec l’Enfant et six anges, aujourd’hui dans l’église de San Ippolito et Donato à Bibbiena : le retable, considéré comme le chef-d’œuvre de la Camerte, révèle l’influence de l’art de Fra Angelico et de Masaccio.

### Camerino
Par la suite, le peintre revient à Camerino, où il est documenté le 23 juin 1424 quand il achète chez Giovanni di Santuccio un potager dans la villa de Sant’Erasmo. En 1425, Arcangelo signe le polyptyque de Cessapalombo. L’œuvre, détruite lors d’un incendie en 1889, était la seule qui portait clairement la date et la signature du peintre; tout ce qui reste d’elle tient en une photo d'époque. 
Un document rédigé à Florence en 1427, dans lequel figure Arcangelo débiteur à l’égard d’un certain Pietro di Francesco Battiloro, est considéré par les chercheurs comme peu probant d’un nouveau séjour à Florence entre 1425 et 1427 - parce que ces dettes pouvaient aussi avoir été contractées pendant les séjours précédents.
Les derniers documents relatifs à Arcangelo remontent à 1428, quand le peintre est présent au testament de Niccolina Varano, veuve de Braccio da Montone, et à 1429, quand il est nommé Expert, avec Ansovino di Nanzio, pour l’estimation du chœur en bois de l’église de San Domenico à Camerino, œuvre de Gaspare da Foligno. 
Il subsiste deux œuvres tardives de l’activité d’Arcangelo : la Madonna della Pinacoteca di Camerino et l’édicule décoré de fresques dans l’église de San Francesco à Pioraco (1430 env.). La date de la mort n’est pas connue, mais on l’imagine peu après 1430.

## Œuvres
- Madonna in trono con Bambino e due Angeli (1428-1429), église San Francesco de Camerino, pinacothèque et musée civique de Camerino,
- Madonna col bambino in trono e altri episodi, galerie nationale des Marches, Urbino
- Madonna  con Bambino e Angeli, fresque de l'église Saint-François, Pioraco[1],
- Saint Michel archange, Saint Léonard, musée diocésain, Ascoli Piceno
- Crucifixion, Annonciation, Père éternel , triptyque, église Santa maria dell'Isola, Cessapalombo
- Madonna dell'Umiltà e angeli,
- Martyre de saint Jean l'évangéliste,
- Maddalena, sala del Maggior Consiglio de Città di Castello,
- Madonna dell’Umiltà, Pinacoteca civica d'Ancone,
- Madone avec Enfant en Trône et anges musiciens, Yale University Art Gallery, New Haven
- Deux Panneaux d’un même Retable, Collection privée, Dallas

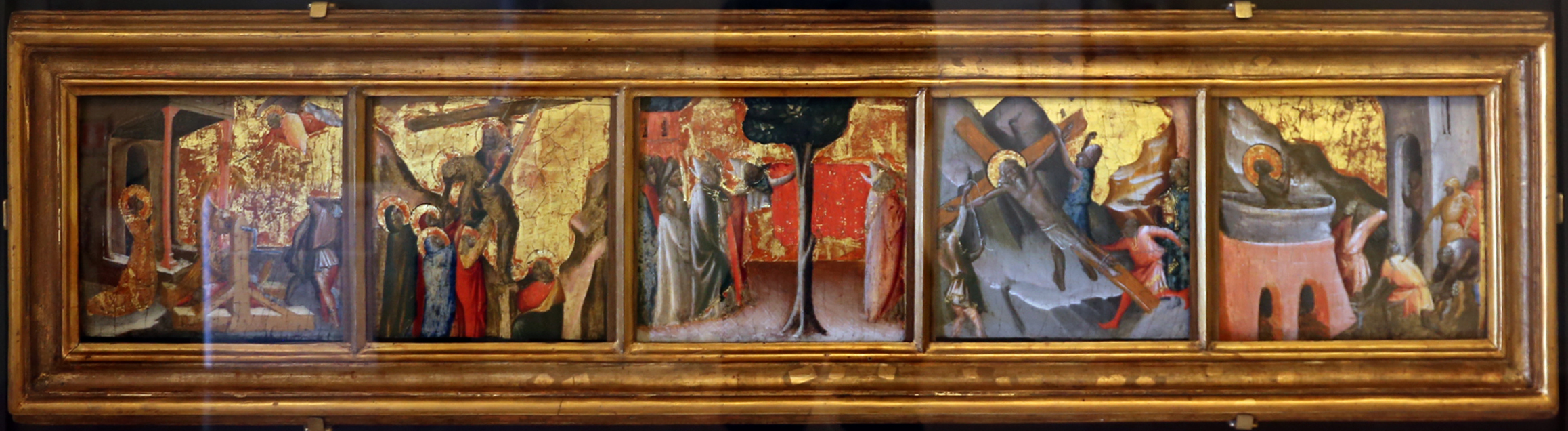
Predelle de Modène

- Madonna con Bambino in trono e angeli, Propositura de Bibbiena,
- Prédelle,  Galleria Estense de Modène[2],
- Les Apôtres Pierre et André, Bonnefantenmuseum, Maastricht, Pays-Bas,
- Les Saints Zénobe de Florence et André, Galerie nationale de Prague.
- Deux soldats, plume et peinture à l'eau sur papier, env.1425, New York, The Metropolitan Museum of Art, collection Lehman. L'attribution de ces deux dessins à Arcangelo di Cola a été proposée à Andrea De Marchi, lesquels ont été intégrées à son catalogue en 2002.

- La Vierge à l'Enfant, Sainte Catherine d’Alexandrie et Sainte Ursule et dans la lunette : L'Annonciation, fresque, 1434, Collegiale de Sant’Esuperanzio à Cingoli en province de Macerata dans les Marches italiennes
- Pietà avec Saints Antoine Abbé, Jean-Baptiste et Cristophe, fresque, Collegiale de Sant’Esuperanzio, à Cingoli en province de Macerata dans les Marches italiennes

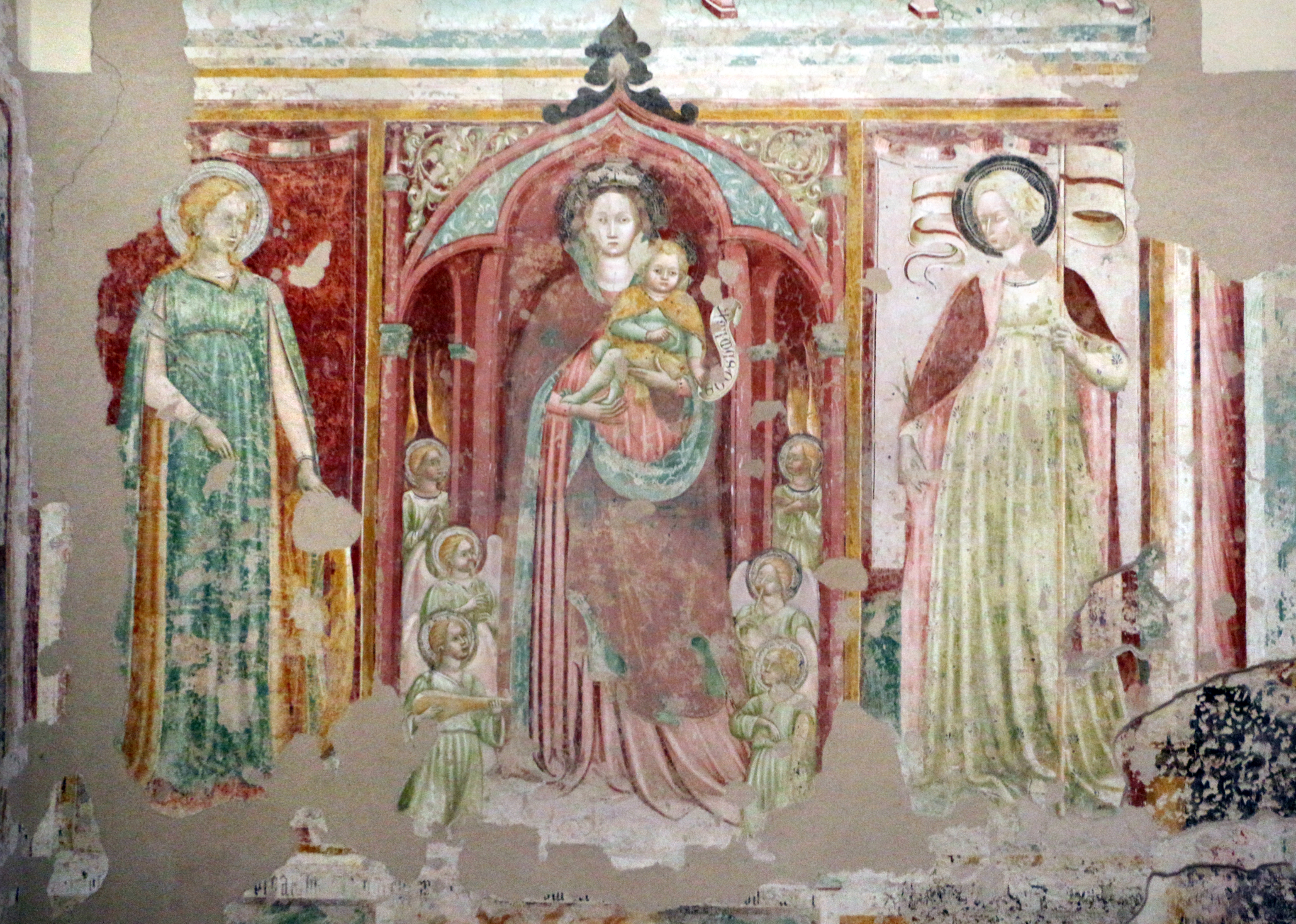
Annonciation et Madone avec Enfant parmi deux saintes. attribué à Arcangelo.
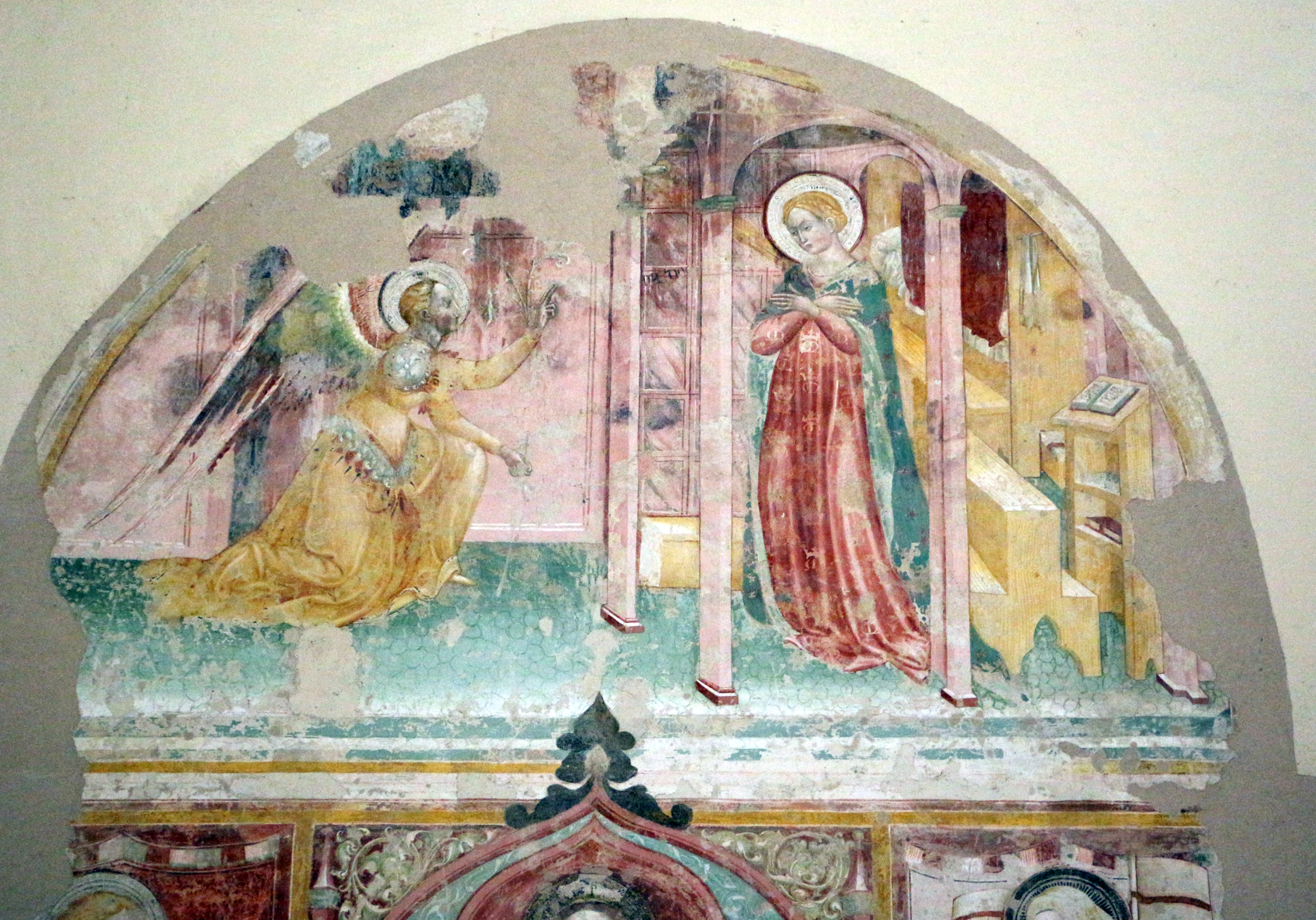
même fresque
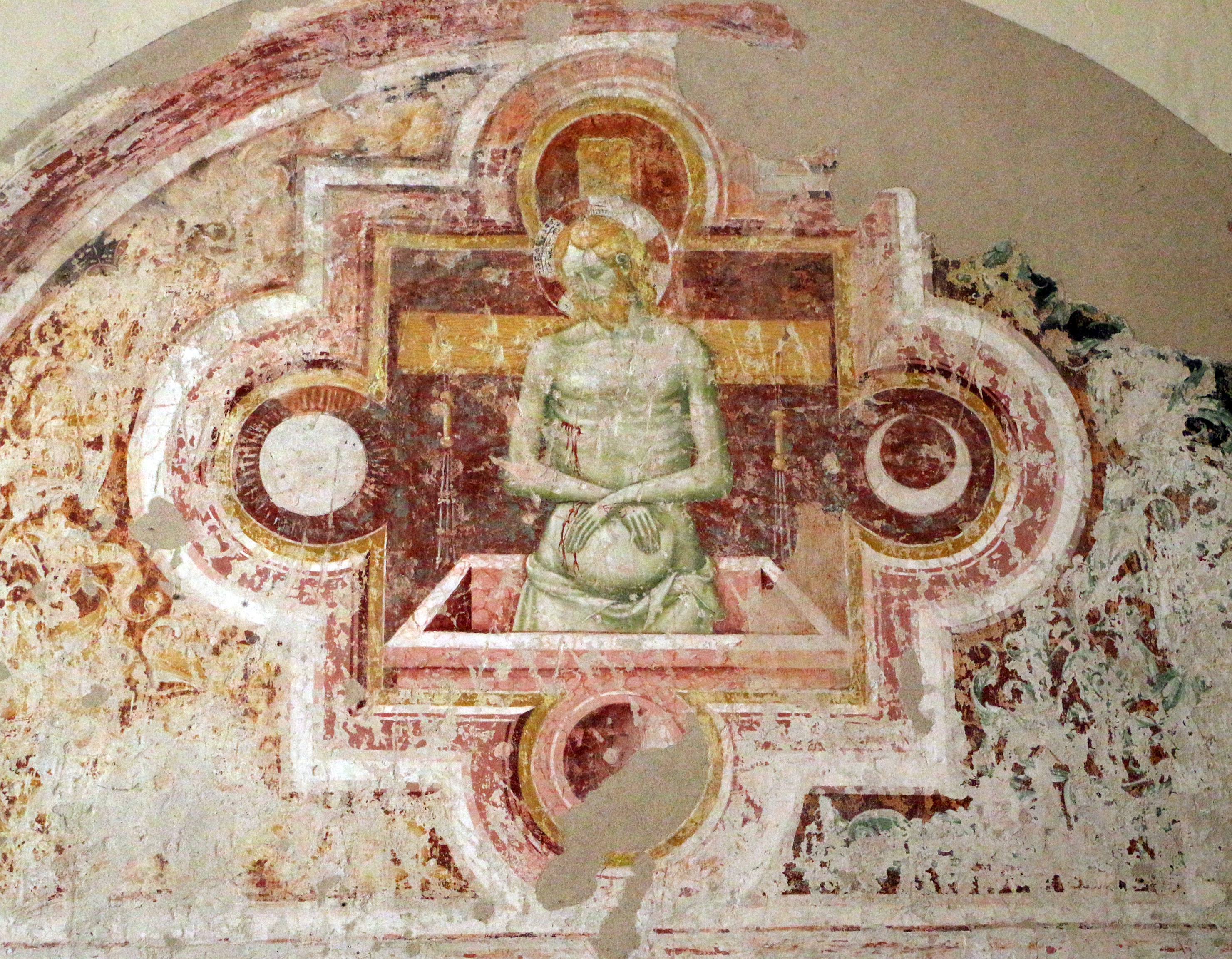
Autre élément de la Fresque
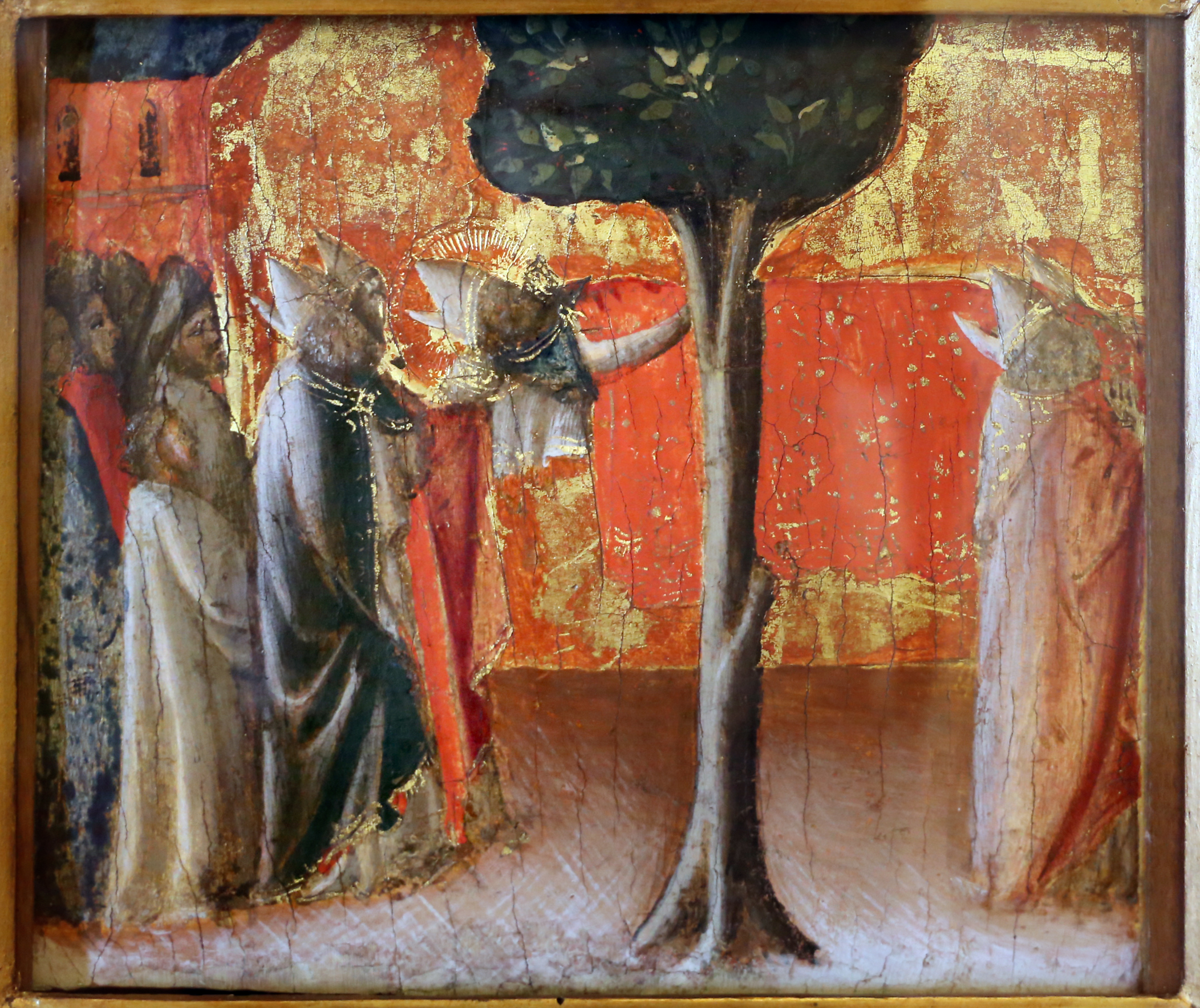
détail de la Predelle de Modène
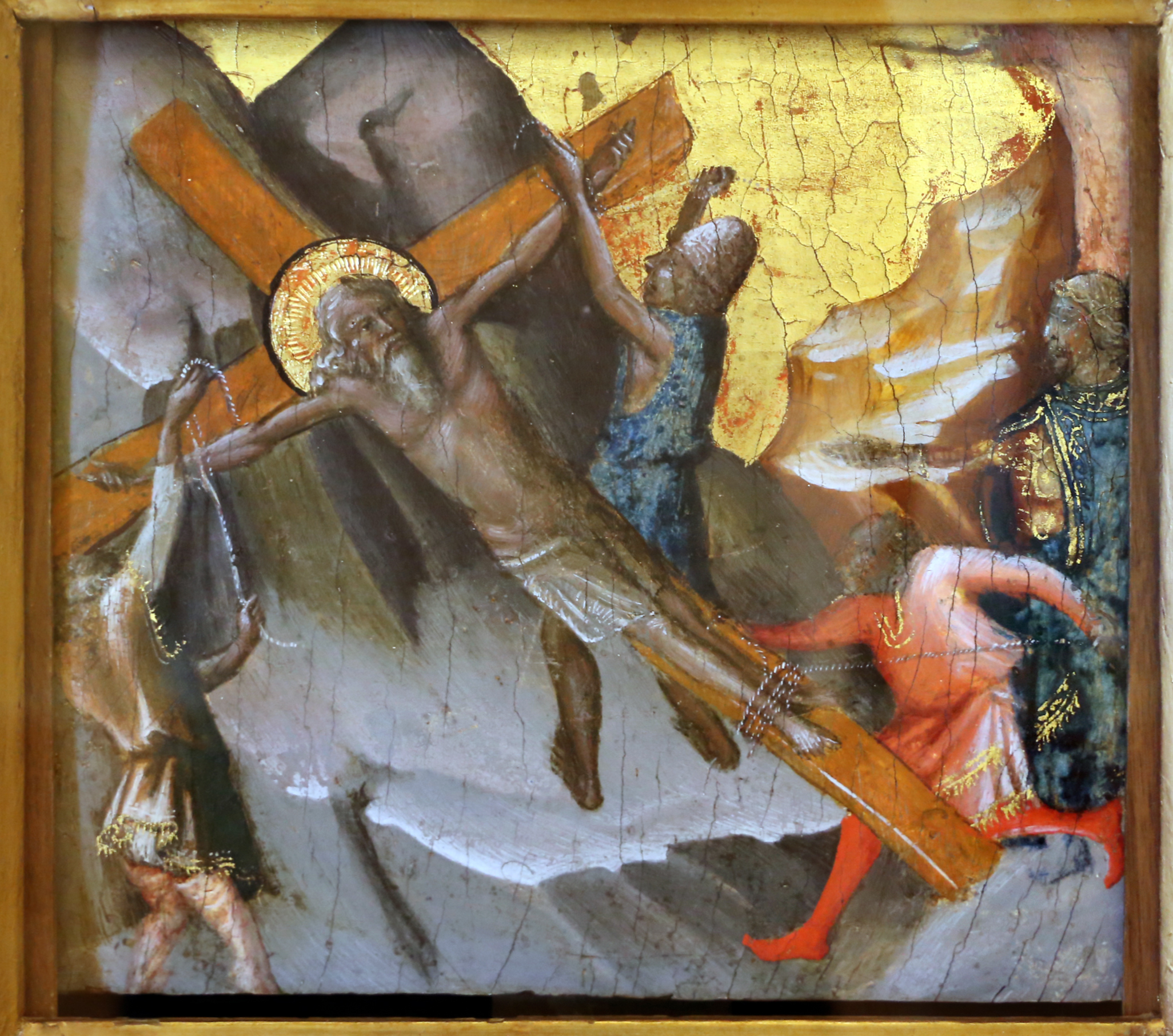
Détail de la predelle de Modène
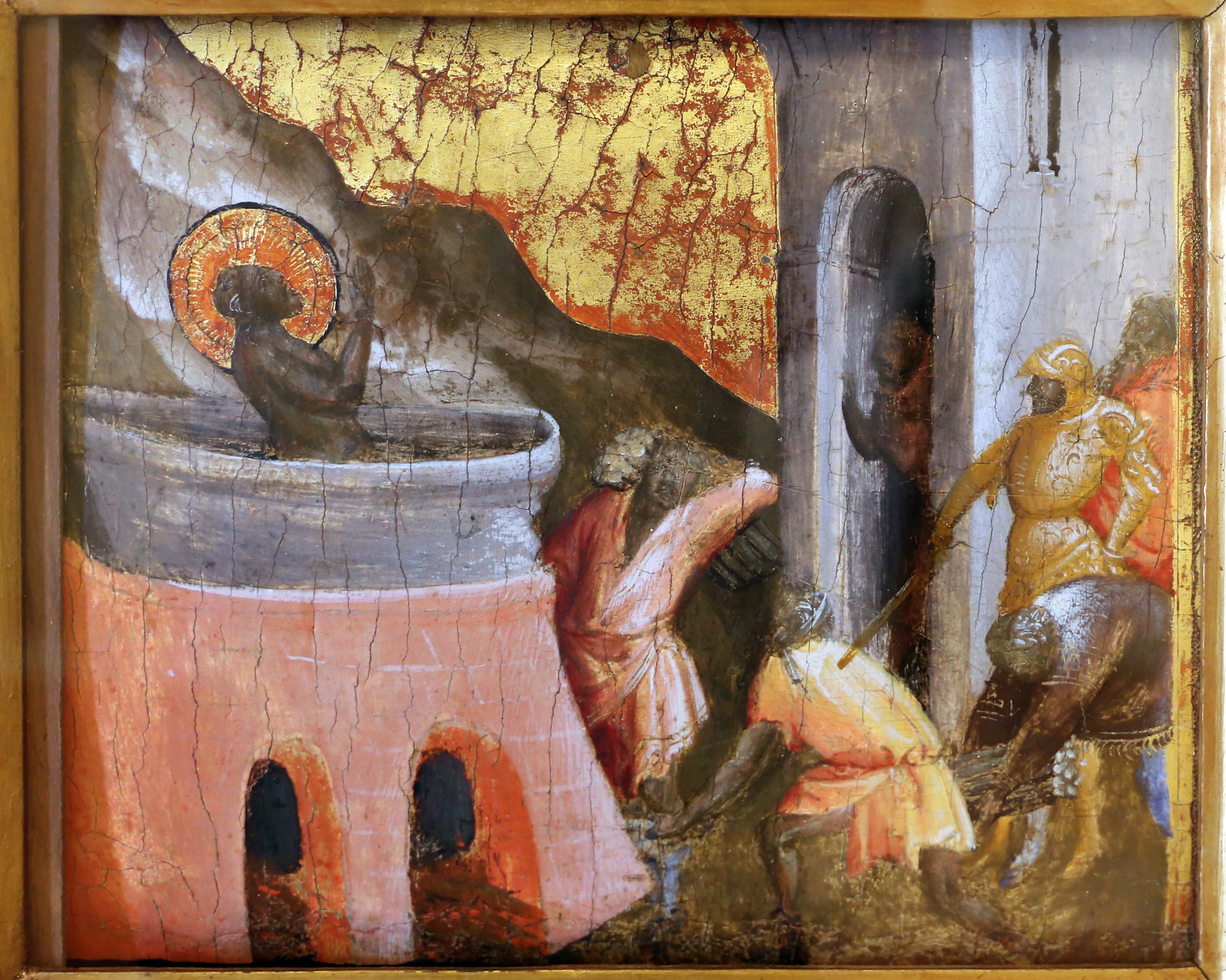
détail de la Predelle de Modène
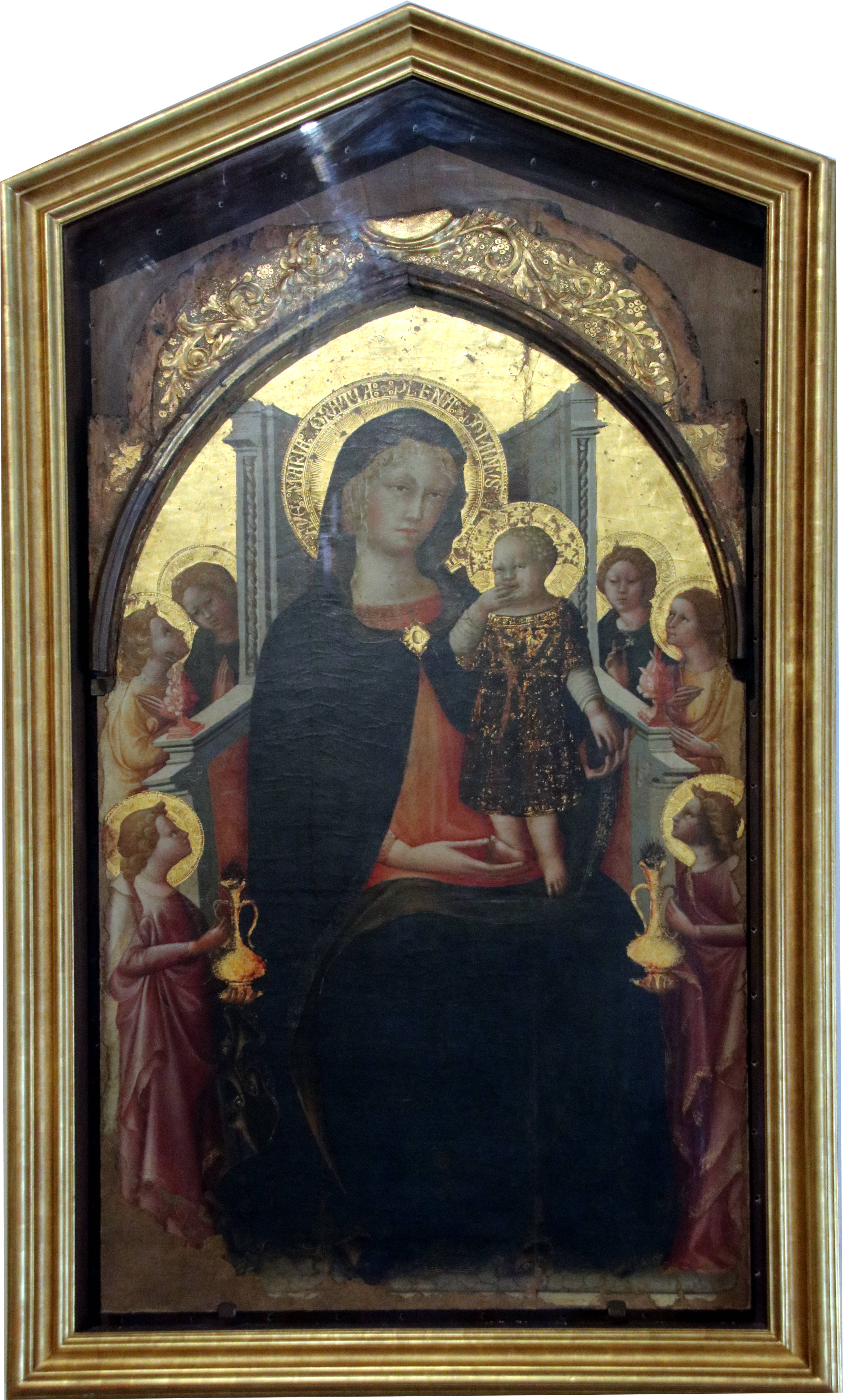
Madone en Trône, 1425
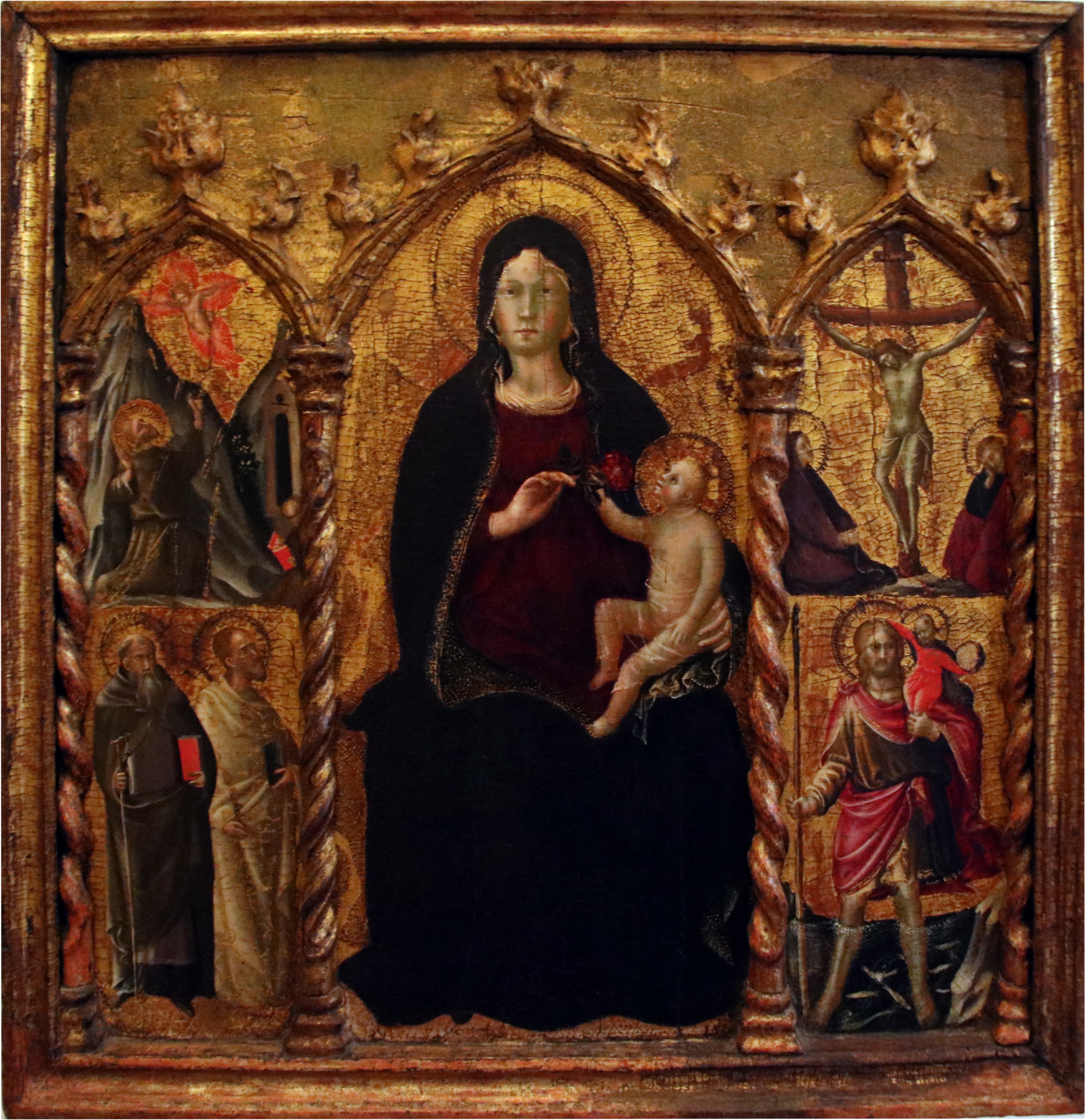
Madone en Trône

## Liens
- Peintres nés dans les Marches